# Barleria norbertii
Barleria norbertii är en akantusväxtart som beskrevs av Raymond Benoist. Barleria norbertii ingår i släktet Barleria och familjen akantusväxter. Inga underarter finns listade i Catalogue of Life.